# Beogradska (Bělehrad)
Beogradska (v srbské cyrilici Београдска) je ulice v srbské metropoli Bělehradu. Spojuje náměstí Slavija s bulvárem krále Alexandra (Právnickou fakultu). Ulicí vede tramvajová trať, vedena je ve svahu. Překonává ulice Njegoševa a Krunska.

## Historie
Ulice je zajímavá tím že nese název města, v nížm se nachází. Tato skutečnost vyvolává zájem přirozeně ze strany místních obyvatel.
První zmínka o existenci této ulice pochází z roku 1872. V této době končila na jižní straně u močálu, který stál na místě dnešního náměstí Slavija.
Název ulice byl změněn po druhé světové válce. V letech 1947 až 1953 se jmenovala Ulica narodne republike (podle lidové republiky Srbsko) a v letech 1953 až 1992 byla pojmenována podle komunistického partyzána a později politika Borise Kidriče. V roce 1992 jí byl vrácen původní název.
Ještě na počátku 21. století byla delší a na svém severním konci překonávala i park Tašmajdan, nicméně tato část byla v roce 2016 přejmenována.

## Významné budovy
- Park Mitićeva rupa

Nedaleko od ulice se nachází Muzeum Nikoly Tesly.